# 愛すべき明日、一瞬と一生を
「愛すべき明日、一瞬と一生を」（あいすべきあす、いっしゅんといっしょうを）は、GReeeeNの24枚目のシングル。2014年3月19日にNAYUTAWAVE RECORDSから発売された。

## 概要
- 表題曲「愛すべき明日、一瞬と一生を」は東京個別指導学院のTVCMソングに起用された。このCMソングは「いいね!(´・ω・｀)☆」に収録されている「BEST FRIEND」に続き、連続の起用である。[1]
- 曲についてメンバーは「皆さんや僕らが、過ごしている今この時間。 誰にも同じように流れていく時間だけど、それをどう使うかが、やっぱり大事だと思っています。 悩んだって、嘆いたって、ぼーっとしたって、同じように時間は過ぎていきます。 だから僕たちは、誰にも平等に与えられている今を、一瞬一瞬をもがいて未来を掴まなければならないと思います。」とコメントしている。[2]
- カップリング曲「卒業の唄〜アリガトウは何度も言わせて〜」は、「AOKI フレッシャーズ応援フェア篇」のTVCMソングとして起用されている。このCMソングは「いいね!(´・ω・｀)☆」に収録されている「桜color」に続き、連続の起用である。[3]
- 曲についてメンバーは「卒業式のサヨナラは、互いに成長してまた会うための、約束の言葉だと思います。 大好きな仲間に沢山の「ありがとう」と、「さよなら」の声援を贈る。輝かしい未来を乗り越え、再会を誓って。」とコメントしている。
- 調（転調あり） : ヘ長調（F）→ト長調（G）

## プロモーションビデオ
- 本曲のプロモーションビデオでは、多数の応募の中から抽選で選ばれた300人がエキストラとして参加した。
- またGReeeeNのファンにはお馴染みの存在であるGReeeeNスタッフも参加している。
- 著名人では女優の田辺桃子が出演している。
- ロケ地は神奈川県横浜市が使われている。

## 収録曲
- 全曲、作詞･作曲：GReeeeN、編曲：JIN

1. 愛すべき明日、一瞬と一生を  [4:29]
  - 東京個別指導学院 CMソング
2. 卒業の唄 〜アリガトウは何度も言わせて〜 [5:34]
  - AOKI フレッシャーズ応援フェア篇 CMソング

## 収録アルバム
- 今から親指が消える手品しまーす。（#1,2）
- C、Dですと!?（#1,2）
- ALL SINGLeeeeS 〜& New Beginning〜（#1）